# رود ایبی
رود ایبی (به ژاپنی: 揖斐川) رودی است به خلیج ایسه می‌ریزد. این رود از کشور ژاپن می‌گذرد. طول آن ۱۲۱ کیلومتر (۷۵ مایل) است.